# I liga paragwajska w piłce nożnej (1927)
Mistrzem Paragwaju został klub Club Olimpia, natomiast wicemistrzem Paragwaju ze względu na równą liczbę punktów zostały dwa kluby - Club Nacional i Club Libertad.
Mistrzostwa rozegrano systemem każdy z każdym mecz i rewanż. Najlepszy w tabeli klub został mistrzem Paragwaju.
Z ligi spadł klub Club Rubio Ñú, a na jego miejsce awansował klub Atlántida SC.

## Primera División

### Tabela końcowa sezonu 1927
| Poz | Klub                  | Punkty |
| --- | --------------------- | ------ |
| 1   | Club Olimpia          | 24     |
| 2   | Club Nacional         | 21     |
| 3   | Club Libertad         | 21     |
| 4   | Cerro Porteño         | 19     |
| 5   | Sportivo Luqueño      | 17     |
| 6   | Club River Plate      | 16     |
| 7   | Club Sol de América   | 16     |
| 8   | Club Presidente Hayes | 16     |
| 9   | Club Guaraní          | 15     |
| 10  | Club Rubio Ñú         | 9      |